# Anapleus wenzeli
Anapleus wenzeli är en skalbaggsart som beskrevs av Vomero 1977. Anapleus wenzeli ingår i släktet Anapleus och familjen stumpbaggar. Inga underarter finns listade i Catalogue of Life.